# كتبي

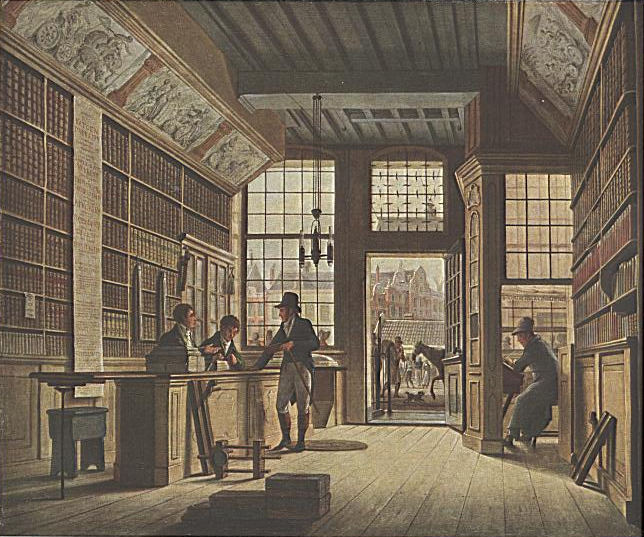

الكتبي هو اسم المهنة للمشتغل بتجارة الكتب.